# Herb Helu
Herb Helu – jeden z symboli miasta Hel w postaci herbu.

## Wygląd i symbolika
Herb przedstawia w polu błękitnym złoty klucz w slup piórem do góry pomiędzy dwiema złotymi gwiazdami.
Klucz symbolizuje patrona rybaków – św. Piotra oraz obronny charakter miasta, niebieska barwa – Morze Bałtyckie.

## Historia
Na pieczęci pochodzącej z 1414 roku widniał wizerunek św. Piotra z aureolą na głowie, oraz kluczem w jednej i koroną w drugiej uniesionej ręce, otoczony napisem „S(IGILLUM) CONSULIS TERRE HELENS”. Około roku 1500 z herbu zniknęła postać św. Piotra, pozostał tylko złoty klucz, a po obu stronach klucza pojawiły się sześcioramienne, głęboko wcięte gwiazdy, których znaczenie nie jest do końca wyjaśnione.